# Gareth Marriott
Gareth Marriott, född den 14 juli 1970 i Mansfield, Storbritannien, är en brittisk kanotist.
Han tog OS-silver i C-1 i slalom i samband med de olympiska kanottävlingarna 1992 i Barcelona.